# Naruyuki Naito
Naruyuki Naito (内藤 就行, Naito Naruyuki) est un footballeur japonais né le 9 novembre 1967.